# Jonathan Banks
Jonathan Ray Banks (Washington D. C., 31 de enero de 1947) es un actor estadounidense. Es conocido por su papel como Mike Ehrmantraut en Breaking Bad, su spin-off Better Call Saul y la película El Camino: A Breaking Bad Movie, además de haber participado como invitado en diversas series de televisión.

## Biografía
Banks nació y se crio en Washington D. C. y asistió a la Universidad de Indiana Bloomington, pero finalmente abandonó sus estudios, aunque en abril de 2016 le fue otorgado el título de doctor honoris causa. Es hijo de Elena Adams, que estudió en dicha institución y fue profesora en la Indiana State University de Terre Haute. Está casado con Gennera González Cebian, una mujer oriunda de Priego, España, y a la que conoció en 1989 mientras rodaba For Better or For Worse, en Madrid, y con la que tiene dos hijas, Ruth y Rebecca, y un hijo.

## Carrera

### 1974-1990: primeros trabajos y reconocimiento
En 1974, Banks se mudó a Los Ángeles, donde trabajó en teatro antes de conseguir pequeños papeles. También en 1974, Banks actuó en el anuncio de servicio público (PSA) Linda's Film on Menstruation. Las primeras apariciones cinematográficas de Banks incluyen papeles secundarios en películas como la película policial Who'll Stop the Rain (1978), el misterio de asesinato The Cheap Detective (1978) y la película de guerra Coming Home (1978), y el drama musical The Rose (1979). A finales de la década de 1970 y principios de la de 1980, apareció en películas para televisión como La chica de la tumba vacía (1977), Alexander: The Other Side of Dawn, The Ordeal of Patty Hearst (1979), Ella está vestida para matar (1979), Rage (1980), Viaje desesperado (1980).
Banks actuó en películas como la comedia de compañeros de prisión de Sidney Poitier "Stir Crazy" (1980) protagonizada por Richard Pryor y Gene Wilder y las películas de comedia Airplane! (1980) y 48 Hrs. (1982). Banks también actuó en numerosas películas como Frances (1982), Beverly Hills Cop (1984), Gremlins (1984), Buckaroo Banzai (1984), Armed and Dangerous (1986), Cold Steel (1987), y Honeymoon Academy (1990). Sus papeles televisivos de la década de 1980 incluyen la serie de NBC Gangster Chronicles (1981), donde interpretó al holandés Schultz, y la breve serie de ciencia ficción Otherworld (1985), donde interpretó al principal antagonista.
Banks logró un gran avance en su carrera con el papel de Frank McPike en la serie de televisión Wiseguy, que protagonizó de 1987 a 1990. Su actuación le valió una nominación al premio Primetime Emmy como "Mejor actor de reparto en una serie dramática". Aunque su personaje era principalmente el mentor y oficial superior del héroe, las historias ocasionalmente presentaban a McPike como héroe.

### 1991-2008: funciones posteriores
Las películas de Banks en la década de 1990 incluyen Freejack (1991), Boiling Point (1993), Under Siege 2: Dark Territory (1995), Flipper (1996), Dark Breed (1996), El último hombre en pie (1996), Mil hombres y un bebé (1997), Melanie Darrow (1997), Harvey (1999), Millennium Man (1999), Foolish (1999), Let the Devil Wear Black (1999), Thrash (1999), y Outlaw Justice (1999).
También actuó en películas para televisión como Body Shot (1993) y Shadow of Obsession (1995). En 1994, Banks tuvo apariciones especiales en los programas de televisión Matlock, Highlander: The Series, Walker, Texas Ranger, y Tales from the Crypt. En 1996, Banks repitió el papel de Frank McPike en la película para televisión Wiseguy. Sus películas de la década de 2000 incluyen Crocodile Dundee en Los Ángeles (2001), Face to Face (2001), Downward Angel (2001), Dark Blue (2003), Jam (2007) , Reign Over Me (2007), y Proud American (2008). En 2004, actuó en un episodio de CSI: Crime Scene Investigation. En 2006, actuó en un episodio de Sin rastro. Según el actor de doblaje Nolan North, originalmente se consideró que Banks desempeñaría el papel de Zoran Lazaravić en el videojuego de 2009 Uncharted 2: Among Thieves, pero el papel fue para Graham McTavish.

### 2009-2012: Breaking Bad
En 2009, Banks ganó elogios por su interpretación de Mike Ehrmantraut en la segunda temporada de la serie de AMC Breaking Bad, protagonizada por Bryan Cranston. Se convirtió en un personaje regular durante la tercera, cuarta y quinta temporada. Por su actuación, recibió una nominación al premio Primetime Emmy como Mejor Actor de Reparto en una Serie Dramática en la ceremonia de 2013.
Sus películas en la década de 2010 incluyen Identity Thief (2013), Bullet (2014), y Horrible Bosses 2 (2014), Banks tuvo un papel recurrente como Buzz Hickey en la quinta temporada de la comedia de NBC. Comunidad.

### 2015-2022: Better call Saul
En 2015, repitió el papel de Mike Ehrmantraut como miembro del elenco principal en el spin-off de Breaking Bad, Better Call Saul. Ambientada varios años antes de los eventos de Breaking Bad, el programa amplió enormemente el personaje y la historia de fondo de Ehrmantraut, y Banks finalmente apareció en 61 de los 63 episodios de la serie. En los premios Emmy, fue nominado como Mejor Actor de Reparto en una Serie Dramática en sus ceremonias de 2015, 2016, 2017 y 2019. Por este papel, recibió nominaciones al premio Primetime Emmy como Mejor Actor de Reparto en una Serie Dramática (2013, 2015-2017, 2019) por su trabajo en las tres series, lo que lo convierte en el único actor con nominaciones como miembro principal del elenco de tres. programas en esta categoría, dos de los cuales lo presentan como el mismo personaje.
En 2015, prestó su voz a James Gordon en el videojuego Batman: Arkham Knight, y fue invitado en el episodio de MythBusters "Supernatural Shooters". Durante este tiempo, Banks actuó en las películas Term Life (2016), The Commuter (2018),[77] e Incredibles 2 (2018).
Banks interpretó al principal antagonista en la película Mudbound de 2017. Con sus compañeros de reparto, fue nominado a Mejor Actuación de un Elenco en una Película en los Premios del Screen Actors Guild. En 2020, Banks se unió al elenco de la serie animada de Netflix F Is for Family en su cuarta temporada como Bill Murphy, padre del personaje principal.

## Filmografía

### Cine
| Año  | Título                                                     | Personaje              | Notas        |
| ---- | ---------------------------------------------------------- | ---------------------- | ------------ |
| 1976 | The Macahans                                               | Woodward               |              |
| 1977 | Alexander: The Other Side of Dawn                          | Michael                |              |
| 1978 | Coming Home                                                | Marino en la fiesta    |              |
| 1978 | The Cheap Detective                                        | Taxista                |              |
| 1978 | Who'll Stop the Rain                                       | Marino                 |              |
| 1979 | She's Dressed to Kill                                      | Rudy Striker           |              |
| 1979 | The Rose                                                   | Promotor de televisión |              |
| 1980 | Desperate Voyage                                           | Louis                  |              |
| 1980 | Airplane!                                                  | Gunderson              |              |
| 1980 | Stir Crazy                                                 | Jack Graham            |              |
| 1981 | Gangster Wars                                              | Dutch Schultz          |              |
| 1982 | Frances                                                    | Hitchhiker             |              |
| 1982 | 48 Hrs.                                                    | Algren                 |              |
| 1983 | The Invisible Woman                                        | Darren                 |              |
| 1983 | Murder Me, Murder You                                      | Janos Saracen          |              |
| 1984 | Gremlins                                                   | Oficial Brent          |              |
| 1984 | Nadia                                                      | Gheorge Comaneci       |              |
| 1984 | The Adventures of Buckaroo Banzai Across the 8th Dimension | Guardia del hospital   |              |
| 1984 | Beverly Hills Cop                                          | Zack                   |              |
| 1986 | The Fifth Missile                                          | Ray Olson              |              |
| 1986 | Assassin                                                   | Earl Dickman           |              |
| 1986 | Armed and Dangerous                                        | Clyde Klepper          |              |
| 1986 | Who Is Julia                                               | Jack Bodine            |              |
| 1987 | Cold Steel                                                 | Iceman                 |              |
| 1991 | Don't Touch My Daughter                                    | Ryter                  |              |
| 1992 | Freejack                                                   | Michelette             |              |
| 1992 | There Goes the Neighborhood                                | Handsome Harry         |              |
| 1993 | Blind Side                                                 | Aaron                  |              |
| 1993 | Boiling Point                                              | Max Waxman             |              |
| 1994 | Walker Texas Ranger 3: Deadly Reunion                      | Shelby Valentine       |              |
| 1995 | Under Siege 2: Dark Territory                              | Scotty                 |              |
| 1996 | Flipper                                                    | Dirk Moran             |              |
| 1996 | Dark Breed                                                 | Joseph Shay            |              |
| 1999 | Let the Devil Wear Black                                   | Satch                  |              |
| 1999 | Foolish                                                    | Numbers                |              |
| 1999 | Trash                                                      | Juez Callum            |              |
| 2001 | Crocodile Dundee in Los Angeles                            | Milos Drubnik          |              |
| 2001 | Proximity                                                  | Price                  |              |
| 2002 | Dark Blue                                                  | James Barcomb          |              |
| 2006 | Puff, Puff, Pass                                           | Lance                  |              |
| 2007 | Reign Over Me                                              | Stelter                |              |
| 2008 | Proud American                                             | Mr. Moretti            |              |
| 2012 | Watercolor Postcards                                       | Ledball                |              |
| 2013 | Identity Thief                                             | Paolo                  |              |
| 2014 | Bullet                                                     | Carlito Kane           |              |
| 2014 | Authors Anonymous                                          | David Kelleher         |              |
| 2014 | Horrible Bosses 2                                          | Detective Hatcher      |              |
| 2016 | Term Life                                                  | Harper                 |              |
| 2016 | Alibi                                                      | Billy                  | Cortometraje |
| 2017 | Mudbound                                                   | Pappy McAllan          |              |
| 2017 | El pasajero                                                |                        |              |
| 2018 | La leyenda de Redbad                                       |                        |              |
| 2019 | El Camino: A Breaking Bad Movie                            | Mike Ehrmantraut       |              |
| 2022 | Catwoman: Hunted                                           | Black Mask             |              |

### Televisión
| Año           | Título                         | Rol                                 | Notas                                                               |
| ------------- | ------------------------------ | ----------------------------------- | ------------------------------------------------------------------- |
| 1976          | Barnaby Jones                  | Vince Gentry                        | Episodio: «Dead Heat»                                               |
| 1977          | Family                         | Attendant                           | Episodio: «Taking Chances: Part I»                                  |
| 1977          | Barnaby Jones                  | Vendedor de coches                  | Episodio: «Duet for Dying»                                          |
| 1977          | Carter Country                 | Bob Phillips                        | Episodio: «The Fireside Burnside Budget Chat»                       |
| 1979          | Lou Grant                      | Clay Starkes                        | Episodio: «Kidnap»                                                  |
| 1979          | The Waltons                    | Jeb Sanders                         | Episodio: «The Wager»                                               |
| 1979          | Lou Grant                      | Cyrus                               | Episodio: «Sweep»                                                   |
| 1980          | Little House on the Prairie    | Jed                                 | Episodio: «Darkness Is My Friend»                                   |
| 1981          | Lou Grant                      | Intruso                             | Episodio: «Rape»                                                    |
| 1981          | Sanford                        | Al                                  | Episodio: «Cal the Coward»                                          |
| 1981          | The Gangster Chronicles        | Dutch Schultz                       | 13 episodios                                                        |
| 1981          | Best of the West               | Hombre                              | 2 episodios                                                         |
| 1982          | Report to Murphy               | Vinny                               | Episodio: «Papillon»                                                |
| 1982          | T. J. Hooker                   | Danny Scott                         | Episodio: «The Witness»                                             |
| 1983          | T. J. Hooker                   | Freddy Baker                        | Episodio: «The Hostages»                                            |
| 1983          | Hill Street Blues              | Reggie                              | 2 episodios                                                         |
| 1984          | Jessie                         | Ernie Ross                          | Episodio: «Pilot»                                                   |
| 1984          | Cagney & Lacey                 | Keith Edsin                         | Episodio: «Old Debts»                                               |
| 1985          | Otherworld                     | Comandante Nuveen Kroll             | 8 episodios                                                         |
| 1985          | Hunter                         | Detective Gary Krewson              | Episodio: «The Big Fall»                                            |
| 1987          | Falcon Crest                   | Kolinksi                            | 8 episodios                                                         |
| 1987          | Designing Women                | Eldon Ashcroft IV                   | Episodio: «101 Ways to Decorate a Gas Station»                      |
| 1987–1990     | Wiseguy                        | Frank McPike                        | 74 episodios                                                        |
| 1993          | Star Trek: Deep Space Nine     | Shel-la                             | Episodio: «Battle Lines»                                            |
| 1994          | Highlander                     | Mako                                | Episodio: «Under Colour of Authority»                               |
| 1994          | Matlock                        | Jack Starling                       | Episodio: «The P.I.»                                                |
| 1994          | Walker, Texas Ranger           | Shelby Valentine                    | Episodio: «Deadly Reunion»                                          |
| 1994          | Tales from the Crypt           | William                             | Episodio: «The Assassin»                                            |
| 1995          | Due South                      | Garret                              | Episodio: «Heaven and Earth»                                        |
| 1995          | Women of the House             | Jim Sugarbaker                      | 2 episodios                                                         |
| 1994–1995     | SeaQuest 2032                  | Maximillian Scully                  | 2 episodios                                                         |
| 1996          | Diagnosis: Murder              | Max Jupe                            | Episodio: «Murder by Friendly Fire»                                 |
| 1997–1998     | Fired Up                       | Guy Mann                            | 28 episodios                                                        |
| 2000          | Diagnosis: Murder              | Bruce Locatelli                     | Episodio: «Murder by Remote»                                        |
| 2000–2001     | The Trouble With Normal        | Dr. Lowell                          | 2 episodios                                                         |
| 2001          | The District                   | Monya Pastov                        | Episodio: «Fools Russian: Part I»                                   |
| 2003          | Alias                          | Frederick Brandon                   | 2 episodios                                                         |
| 2003          | Strong Medicine                | Frank Hardwyck                      | Episodio: «Skin»                                                    |
| 2004          | Joan of Arcadia                | Sheriff Mike Rakowski               | Episodio: «Jump»                                                    |
| 2004–2006     | CSI: Crime Scene Investigation | Bobby Jensen                        | 2 episodios                                                         |
| 2005          | E-Ring                         | Administrador Cooper                | 4 episodios                                                         |
| 2006          | Ghost Whisperer                | Lyle Chase                          | Episodio: «Friendly Neighborhood Ghost»                             |
| 2006          | Without a Trace                | Sal Marcello                        | Episodio: «Check Your Head»                                         |
| 2006–2007     | Day Break                      | Shadow Man                          | 7 episodios                                                         |
| 2007          | Dexter                         | Oficial directivo del FBI Max Adams | 2 episodios                                                         |
| 2008          | ER                             | Robert Truman                       | Episodio: «Atonement»                                               |
| 2008          | Shark                          | Jason Normandy                      | 2 episodios                                                         |
| 2008          | Life                           | Nathan Gray                         | Episodio: «Crushed»                                                 |
| 2008          | Eli Stone                      | Agente Johnathan Maine              | Episodio: «Owner of a Lonely Heart»                                 |
| 2009          | Lie to Me                      | Exagente del FBI Bitcher            | Episodio: «Sacrifice»                                               |
| 2009          | Cold Case                      | John Clark                          | Episodio: «Jackals»                                                 |
| 2009          | Castle                         | Bruce Kirby                         | Episodio: «Hell Hath No Fury»                                       |
| 2009–2012     | Breaking Bad                   | Mike Ehrmantraut                    | 25 episodios                                                        |
| 2011          | Modern Family                  | Donnie Pritchett                    | Episodio: «The Musical Man»                                         |
| 2011          | Two and a Half Men             | Sid                                 | Episodio: «A Fishbowl Full of Glass Eyes»                           |
| 2011          | CSI: Miami                     | Oscar Duarte                        | Episodio: «Long Gone»                                               |
| 2012          | Ringer                         | Remy Osterman                       | 2 episodios                                                         |
| 2012          | Parks and Recreation           | Steve Wyatt                         | Episodio: «Ben's Parents»                                           |
| 2012          | Gravity Falls                  | Filbrick Pines                      | Episodio: «A Tale of Two Stans»                                     |
| 2012          | Vegas                          | Angelo LaFlatta                     | 2 episodios                                                         |
| 2013          | Body of Proof                  | Glenn Fitz                          | Episodio: «Daddy Issue»                                             |
| 2013          | Axe Cop                        | Policía (voz)                       | 3 episodios                                                         |
| 2014          | Community                      | Buzz Hickey                         | 11 episodios                                                        |
| 2015-2022     | Better Call Saul               | Mike Ehrmantraut                    | 58 episodios                                                        |
| 2015          | The Lizzie Borden Chronicles   | Mr. Flowers                         | 3 episodios                                                         |
| 2015          | Major Lazer                    | The Law (voz)                       | Episodio: «A Tale of Two Stans»                                     |
| 2015          | Robot Chicken                  | Superman compuesto (voz)            | Episodio: «Robot Chicken DC Comics Special III: Magical Friendship» |
| 2015          | The Expanse                    | Oficial ejecutivo                   | Episodio: «Dulcinea»                                                |
| 2016-presente | Skylanders Academy             | Eruptor (voz)                       | 12 episodios                                                        |
| 2017          | Dr. Ken                        | Dr. Erwin                           | Episodio: «Ken's Old Professor»                                     |
| 2017 - 2020   | Tangled: The Series            | Quirin (voz)                        | Episodio: «What the Hair!?»                                         |
| 2020 - 2021   | F Is for Family                | William Murphy                      | 12 episodios                                                        |
| 2020          | The Casagrandes                | Coach Crawford                      | Voz, episodio: "Team Effort"                                        |
| 2020          | The Comey Rule                 | James Clapper                       | 2 episodios                                                         |
| 2021          | A Tale Dark & Grimm            | Johannes                            | Voz, 7 episodios                                                    |
| 2024          | Kite Man: Hell Yeah!           | Sean Noonan                         | Voz                                                                 |
| 2024          | Constellation                  | Henry/Bud Caldera                   | 8 episodios                                                         |

### Videojuegos
| Año  | Título                | Rol                |
| ---- | --------------------- | ------------------ |
| 2015 | Batman: Arkham Knight | James Gordon (voz) |
| 2018 | Lego The Incredibles  | Rick Dicker (Voz)  |

## Premios y nominaciones

### Premios Primetime Emmy
| Año  | Categoría                                | Trabajo nominado | Resultado |
| ---- | ---------------------------------------- | ---------------- | --------- |
| 1989 | Mejor actor de reparto - Serie dramática | Wiseguy          | Nominado  |
| 2013 | Mejor actor de reparto - Serie dramática | Breaking Bad     | Ganador   |
| 2015 | Mejor actor de reparto - Serie dramática | Better Call Saul | Nominado  |
| 2016 | Mejor actor de reparto - Serie dramática | Better Call Saul | Nominado  |
| 2017 | Mejor actor de reparto - Serie dramática | Better Call Saul | Nominado  |
| 2018 | Mejor actor de reparto - Serie dramática | Better Call Saul | Nominado  |
| 2019 | Mejor actor de reparto - Serie dramática | Better Call Saul | Nominado  |

### Premios del Sindicato de Actores
| Año  | Categoría                           | Trabajo nominado | Resultado |
| ---- | ----------------------------------- | ---------------- | --------- |
| 2012 | Mejor reparto de televisión - Drama | Breaking Bad     | Nominado  |
| 2013 | Mejor reparto de televisión - Drama | Breaking Bad     | Nominado  |
| 2018 | Mejor reparto                       | Mudbound         | Nominado  |
| 2019 | Mejor reparto de televisión - Drama | Better Call Saul | Nominado  |
| 2023 | Mejor reparto de televisión - Drama | Better Call Saul | Nominado  |

### Premios Saturno
| Año  | Categoría                           | Trabajo nominado | Resultado |
| ---- | ----------------------------------- | ---------------- | --------- |
| 2013 | Mejor reparto de televisión - Drama | Breaking Bad     | Ganador   |
| 2019 | Mejor reparto de televisión - Drama | Better Call Saul | Nominado  |
| 2021 | Mejor reparto de televisión - Drama | Better Call Saul | Nominado  |
| 2023 | Mejor reparto de televisión - Drama | Better Call Saul | Ganador   |